# Stjärnkarta

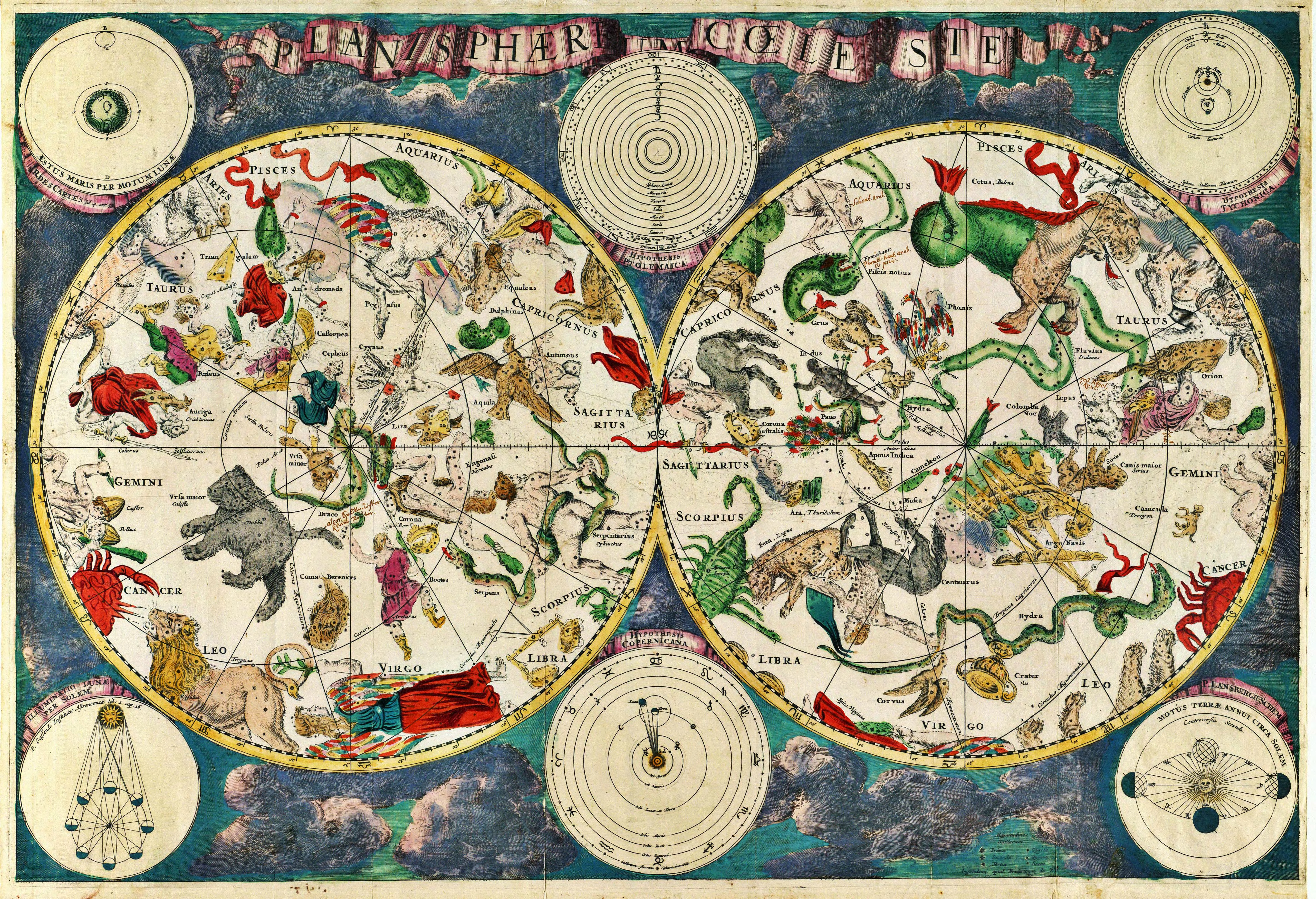
En stjärnkarta från 1600-talet av den nederländska kartografen Frederik de Wit.

En stjärnkarta är en karta över natthimlen. Astronomer delar in stjärnhimlen i ett rutnät för att underlätta användning. De används för att identifiera astronomiska objekt såsom stjärnor, stjärnbilder och galaxer. Historiskt har de använts för navigation sedan civilisationens gryning. En planisfär är en typ av stjärnkarta som är speciellt användbar för nybörjare. Märk väl att stjärnkartor inte är samma sak som astronomiska kataloger som är en lista av astronomiska objekt vilka skapas för specifika syften.

## Läs även
- Stjärnbild
- Stjärna
- Planisfär
- Astronomins historia
- Astrologi